# Heinrich Essig
Pour les articles homonymes, voir Essig (homonymie).
Heinrich Essig, né le 9 janvier 1808 à Leonberg, bourgade située au nord de Stuttgart, dans le royaume de Wurtemberg, en Allemagne, mort le 11 octobre 1887, est à l'origine de la diffusion de la race de chien Léonberg ou Leonberger.

## Sa vie
Heinrich Essig apprend le métier de teinturier au cours de ses années de compagnonnage. Jeune, il épouse une veuve, Maria Benzinger dont il a une fille Mathilde. 
En 1834, il achète une scierie. Il trouve sa véritable vocation dans l'agriculture et dans ses activités d'éleveur de bétail et de marchand de chiens.
De 1837 à 1855, il est très actif au sein de sa communauté et reste 14 ans au conseil municipal de sa ville. 
C'est une personne très polyvalente,  il s'intéresse à l'agriculture, à l'achat et la vente de biens, il est propriétaire de scieries, économiste, éleveur de chien, agent d'assurance, cynologiste, bibliothécaire et Marktmeister,
Essig construit cinq maisons à Léonberg et habite principalement celle située sur la Heinrich-Längere-St.5, comme l’atteste une inscription sur une plaque.
Dans son testament, en 1881, il reconnaît une fille illégitime.

## Son activité d'éleveur
À son époque, la petit ville de Léonberg (un peu plus de 2 000 habitants) est connue pour son marché aux animaux dont un marché aux chiens. 
D'après quelques textes et gravures de l'époque que l'on retrouve cités dans des ouvrages concernant le chien  de Léonberg,, on le voit avec de nombreux animaux dans son entourage (chiens, renards, animaux de basse cour, etc. )
Essig fait des expériences  de reproduction et de croisement, notamment entre des porcs et des sangliers. Il commence l'élevage canin en 1835, encouragé par l'engouement  des classes fortunées envers les très grands chiens. Il dit avoir réussi à croiser un Saint Bernard avec un Terre Neuve noir et blanc (Landseer) et un chien de montagne des Pyrénées pour créer un chien semblable au lion emblème de la ville de Léonberg. Doué pour le commerce et la publicité, il vend ou offre un chien léonberg à de nombreuses célébrités ou têtes couronnées de l'époque, diffusant le nom de ce chien dans toute l'Europe.
Son élevage canin, soi-disant très prolifique, disparaît après sa mort.
Peu mentionnée dans les archives locales, c'est pourtant son activité de marchand de chiens qui lui vaut de rester à la postérité dans le milieu cynophile et la date de 1846 est retenue comme référence pour la naissance de la race Léonberg.